# کلاته نو (زاوه)
کلاته نو روستایی در دهستان سلیمان بخش سلیمان شهرستان زاوه استان خراسان رضوی ایران است. بر پایه سرشماری عمومی نفوس و مسکن در سال ۱۳۹۰ جمعیت این روستا ۲۹۰ نفر (در ۷۵ خانوار) بوده است.